# Xã Rock, Quận Mitchell, Iowa
Xã Rock (tiếng Anh: Rock Township) là một xã thuộc quận Mitchell, tiểu bang Iowa, Hoa Kỳ. Năm 2010, dân số của xã này là 304 người.